# Willy Wilhelm
Wilhelmus Paul Karel „Willy” Wilhelm (ur. 16 września 1958 w ’s-Hertogenbosch) – holenderski judoka. Olimpijczyk z Los Angeles 1984, gdzie zajął jedenaste miejsce w wadze ciężkiej.
Wicemistrz świata w 1983; trzeci w 1985; uczestnik zawodów w 1981 i 1987. Trzykrotny medalista mistrzostw Europy w latach 1981 − 1986, a także dwukrotny w drużynie. Zdobył osiem medali na wojskowych MŚ.

## Letnie Igrzyska Olimpijskie 1984
| Konkurencja | Rundy eliminacyjne        | Klas. końcowa |
| Konkurencja | Przeciwnik I              | Miejsce       |
| ----------- | ------------------------- | ------------- |
| +95 kg      | Radomir Kovačević (YUG) P | 11.           |